# Symphonie no 1 de Glazounov
Pour les articles homonymes, voir Symphonie no 1.
La Symphonie no 1 opus 5 en mi majeur est une symphonie du compositeur russe Alexandre Glazounov. Dédiée à Nikolaï Rimski-Korsakov, elle fut composée en 1881 et créée le 17 mars 1882 à Saint-Pétersbourg sous la direction de Mili Balakirev.

## Analyse de l'œuvre
La symphonie comporte quatre mouvements :
1. Allegro
2. Scherzo Allegro
3. Adagio
4. Finale Allegro

Durée: 33 minutes